# 马蒂纳斯·韦塞尔·比勒陀利乌斯
马蒂纳斯·韦塞尔·比勒陀利乌斯（1819年9月17日—1901年5月19日），德兰士瓦共和国政治家、军人和共济会成员，是波耳人首領安德列斯·比勒陀利乌斯的儿子。他曾三次被选为德兰士瓦共和国总统，并于1860年至1863年间短暂出任奥兰治自由邦总统。